# Micrurus collaris
Espèce
Synonymes
- Elaps collaris Schlegel, 1837

Micrurus collaris est une espèce de serpents de la famille des Elapidae. 

## Répartition
Cette espèce se rencontre :
- au Venezuela dans l'État de Bolívar ;
- au Guyana ;
- au Suriname ;
- en Guyane ;
- au Brésil dans les États d'Amapá et du Roraima.

## Liste des sous-espèces
Selon The Reptile Database (17 février 2014) :
- Micrurus collaris collaris (Schlegel, 1837)
- Micrurus collaris breviventris Roze & Bernal-Carlo, 1987

## Publications originales
- Roze & Bernal-Carlo, 1988 "1987" : Las serpientes corales venenosas del género Leptomicrurus (Serpentes, Elapidae) de Suramérica con descripción de una nueva subespecie. Bollettino del Museo Regionale di Scienze Naturali, Torino, vol. 5, no 2, p. 573-608.
- Schlegel, 1837 : Essai sur la physionomie des serpens, La Haye, J. Kips, J. HZ. et W. P. van Stockum, vol. 1 (texte intégral) et vol. 2 (texte intégral).